# 黄橙子
黄橙子（1987年2月14日—），湖北省武汉市人，是一位凤凰卫视主播兼主持人。

## 生平
黄橙子毕业于香港浸會大學傳理學院新聞系。2006年時曾參加鳳凰衛視主辦的「中華小姐環球大賽」，獲得全球總冠軍。同年亦曾參與歌唱選秀節目「超級女聲」，獲成都唱區20強，後因個人因素退賽。